# Trois Femmes pour un destin
Trois Femmes pour un destin (Three Wise Women) est un téléfilm de Noël américain réalisé par Declan Recks et diffusé le 14 décembre 2010 sur Hallmark Channel.

## Synopsis
Des anges s'immiscent dans la vie de Liz afin de l'aider à faire les bons choix…

## Fiche technique
- Titre original : Three Wise Women
- Réalisation : Declan Recks
- Scénario : Abby Ajayi
- Photographie : Ciaran Tanham
- Musique : Stephen McKeon (en)
- Durée : 84 minutes
- Pays :  États-Unis

## Distribution
- Fionnula Flanagan (VF : Marie-Martine) : Beth
- John Rhys-Davies : Green
- Conor Mullen (VF : Bernard Bollet) : Frank
- Hugh O'Conor (VF : Stéphane Marais) : Tom
- Hana Kelly : Ellie enfant
- Orla Charlton : Anna
- Amy Huberman (en) : Liz
- Lauren Coe : Ellie

 Source et légende : version française (VF) sur RS Doublage et selon le carton de doublage télévisuel.